# スーキャット
『スーキャット』（Sue Cat）は、ナックが制作した日本のテレビアニメ。東京12チャンネルにて、1980年4月6日から同年12月29日まで放送された。
企画はクラウン音楽芸能（現：クラウンミュージック）とよみパック。擬人化された猫キャラクター達が織り成す物語で、アイドル歌手を目指す「スー」を主人公とした“猫版・スター誕生”である。

## 概要
アニメ放送前年の1979年に発売された『スーキャットソング』（#イメージソングを参照）のジャケットに描かれた猫のキャラクター「スーキャット」が人気を集め、キャラクター商品なども各社から発売されていた。本アニメはそのメディアミックスの一環として製作されたものである。重厚かつシリアスなストーリーを意識するため、ナレーションを導入。ナレーターには青森伸を起用し、青森独特の語りが物語を引き立てた。
主人公「スー」のモデルとなったのは、キャンディーズの田中好子（スー）である。スーにはラン（伊藤蘭）、ミキ（藤村美樹）という姉妹がいて、イメージソングでは3匹の母親の名前が「キャンディ」であるなど、キャンディーズがモデルになっている。ただし、モデルとなった本家キャンディーズは親戚・血類関係はない。
東京12チャンネル（関東地区）での放送は毎週日曜日の15分枠で行われ、エンディング曲はインスト版のショート・バージョンが使われた。放送回数は全40話。
関東地区以外での関西地区は、2本立ての30分連続作品として放送され、エンディング曲は『青い風の日』が使われた。放送回数は全20回。

## ストーリー
事故によって記憶を失った少女・スーは、離散した家族と再会するためプロの歌手になる事を決意。歌手として有名になれば、テレビへの露出機会もあろうし、母や妹達に又めぐり会えるかもと考えたからである。様々な困難を乗り越えた末、漸く姉妹のランやミキとの再会を果たしたスー。その後、スーは姉達と「スーキャット」というトリオを結成し活動を始めるのだが・・・。

## 登場人物
スー
声 - 鶴岡弥生
本編の主人公。事故に遭い独りぼっちになったが、大衆食堂の家族を始めとする下町の住民の暖かい愛情のおかげで明朗快活な性格に育った。
離散した家族を探すため、プロの歌手を目指すが、オーディションでマリア三毛村にぶつかった事から彼女を怒らせてしまい、以後苦労の連続で、挙げ句に一旦芸能界から追放されてしまう。
しかし、その直後に母や姉妹と悲願の再会を果たした彼女は、今度は行方不明の父を探す為新しい事務所の社長の提案で姉妹と共に「スーキャット」を結成、それをきっかけに奇跡の逆転劇を始める。
スーキャットにおけるイメージカラーは赤。
マリア三毛村
声 - 横沢啓子
スーのライバル。「三毛村財閥」の令嬢であり、プロの歌手としては歌謡界屈指の実力派であるが、性格は高慢で、本当の意味での人間関係は築けないタイプ。
ただぶつかったと言うだけでスーを目の敵にして一度は芸能界から追い出し、再起の際一緒にデビューしたランとミキに対しても卑劣な妨害をするが、本物の人気と実力を付け怒濤の追い上げを見せるスーキャットにはかつての妨害は通用しなくなった上、（ヤクザ絡みの）陰謀の発覚や手下の裏切り（もとい改心）が相次ぎ、人気絶頂の中先手を打って引退せざるを得なくなる。
ラストでマイクを追ってハリウッドへ向かう。
親方
声 - 増岡弘
事故に遭ったスーを引き取り、面倒を見た大衆食堂の主人。彼とその家族のおかげでスーは「下町の花」と呼ばれる明朗快活な少女に育った。
フク
声 - 向殿あさみ
親方の妻で大衆食堂のおかみさん。スーを我が子同然に可愛がっていたが、歌手になる事にはスーを心配するあまり、当初難色を示した。
トラ夫
声 - 三橋洋一
親方とフクの息子で、スーの幼なじみ。陽気で正義感も強い。両親と共に最後までスーの味方で、スーキャットの成功を喜んだ。
ラン
声 - つるたきみこ
スーの姉。ボーイッシュないでたちをしている。性格も少々男勝りだが明朗で気だてが良い。
母やミキと共にスーを探しており、芸能界を干された直後のスーを見つけ、再会を喜んだ。特技はダンスだが、多少ピアノ演奏もできる。
スーキャットにおけるイメージカラーは青。
ミキ
声 - 佐々木由美子
スーの妹。女の子らしい服装を好む。大人しいが思いやりのある性格。
ラン同様芸能界を干された直後のスーとの再会を心から喜んだ。特技は楽器演奏で、大抵の楽器は弾きこなせる。
スーキャットにおけるイメージカラーは、キャンディーズと同じ黄色。
スーの母
声 - 野崎貴美子
優しく、品の良い女性。彼女もランやミキと共にスーを探していた。マリア側の仕組んだゴシップ記事が彼女にとってはスーの居場所確定の決め手になったらしく、芸能界を追放された直後のスーを無事見つけ出した。
ちなみにイメージソングにおいては「キャンディ」という名前だった。
ビリー
声 - 龍田直樹
女タラシ。マリアに負けたスーをドラヤマプロに売り付けるなど、様々な所で暗躍していたが、スーキャットの活躍を見て改心する。元はグループサウンズのボーカル。
赤井
声 - 小野田英一
マリアの秘書。三毛村財閥の力を利用してマリアをスターにしようと暗躍。しかし、グランプリ入賞の為の審査員買収が暴かれ、猛省する。
ドラヤマ社長
声 - 滝雅也
スーが最初に入った悪徳芸能プロ「ドラヤマプロ」の社長。実はヤクザ。
虎渕
声 - 政宗一成
作曲家。ドラヤマプロからスーを救い、歌手への修行を勧める。スーにとっては歌手としての恩師であり、また第二の父とも言える人物だが、無類の酒好きが高じて死去。
猫山
声 -
虎渕の友人である医師。倒れたスーの治療、虎渕の手術執刀を担当した。
大虎
声 - 金沢寿一
スー達を雇った中小芸能プロの若き社長。車を運転中姉妹で流しをしていたランと接触（ランは無傷）、これが姉妹との出会いとなった。
個性や特技がバラバラな姉妹にトリオ結成を勧めた、事実上のスーキャットの生みの親である。
マイク=タイガー
声 - 広森信吾
人気俳優。ゴシップ記事によく登場するが、実際は向上心のある努力家で、周囲との関係も大切にするタイプ。恋人役だったマリアに惚れられているが、彼自身は彼女に気は無い模様。
最後はマリアを振り切るかの様に渡米、ハリウッドに挑戦する。
スーの父
声 - 政宗一成
彼も事故後妻や二人の娘の前から行方を暗ませていたが、最終回で妻や三人の娘（＝スーキャット）と再会し、遂に家族全員が揃う。
実は大物作曲家で、スーキャットの大ヒット曲は彼が手掛けたもの。また、彼の登場が結果的にマリア側にとどめを刺す事になる。
ナレーター
声 - 青森伸

## スタッフ
- 企画 - クラウン音楽芸能、よみパック
- 制作 - 西野聖市（ナック）
- 原作・脚本 - 伊東恒久
- コーディネーター - 久岡敬史
- チーフディレクター - 四辻たかお
- キャラクターデザイン - フロントパブリシティー
- 音楽 - 井上忠也
- 美術監督 - 亀崎経史
- 撮影監督 - 森口洋輔
- プロデューサー - 近藤伯雄（東京12チャンネル）、荻野宏（旭通信社）、西條克磨（ナック）
- 編集 - 三陽グループ編集室
- 音響制作・音響効果 - イシダサウンドプロダクション（音響効果はノンクレジット）
- 現像所 - 東京現像所
- 演出助手 - 内田祐司
- 色彩設定 - 矢野怜子、山之内直美
- 製作担当 - 戸井田博史
- 製作デスク - 吉田恵美子
- 製作 - 東京12チャンネル、旭通信社、ナック（※フィルムクレジット上は、「東京12チャンネル」を省いた2社がクレジットされていた）

## 主題歌・劇中歌
オープニングテーマ
「夢見るスーキャット」　
作詞 - 伊藤アキラ / 作曲 - 井上忠也 / 編曲 - エジソン / 歌 - 鶴岡弥生
※関東地区放送版、関西地区放送版で全話共通。
エンディングテーマ
「スーキャットソング」
作曲 - 井上忠也 / 編曲 - 渡辺博也 / 演奏 - ザ・ニャニャモンハン
※関東地区版のみ使用。2001年に単巻で商品化されたDVDでは、このフィルムを使用していた。
「青い風の日」
作詞 - 伊藤アキラ / 作曲 - 井上忠也 / 編曲 - エジソン / 歌 - 鶴岡弥生
※関西地区版のみ使用。シングル「夢見るスーキャット」のB面曲であるが、シングルには挿入歌と記載されている。2008年に商品化されたDVD-BOXでは、全話共通でこのフィルムを使用している。
劇中歌
「どうでもいいじゃない」
作詞 - 伊藤アキラ / 作曲 - 井上忠也 / 歌 - 伊集加代子、モガ
※資料によれば「歌 - 鶴岡弥生」版も存在しているが、劇中では未使用。
「んー・ジャンピングニャン」
作詞 - 四辻たかお / 作曲 - たきのえいじ / 歌 - 鶴岡弥生
「月夜はきらい」
作詞 - 宇山清太郎 / 作曲 - 臼井邦彦 / 歌 - 鶴岡弥生
※元は、1978年にシングル発売された曲。
上記主題歌・劇中歌のEPレコードなどは、すべてクラウンレコード（現：日本クラウン）から発売された。
「スーキャットのジングルベル」
作詞 - 大矢弘子 / 作曲 - 井上忠也 / 歌 - 鶴岡弥生
以上の挿入歌のみ、レコードなどには未収録。

## イメージソング
「スーキャットソング」 発売 - 1979年4月
作曲・編曲 - 井上忠也 / 演奏 - ザ・ニャニャモンハン / 出演 - スー
猫の声を使ったディスコソング。シンセサイザーで猫の声を再現し、トラックを作成した。
「ダウン・タウン・ビリー」（B面）
作曲・編曲 - 井上忠也 / 演奏 - ザ・ニャニャモンハン / 出演 - ビリー
「スーキャットソング Part.2」 発売 - 1979年8月
作詞 - 千愛里 / 作曲 - 井上忠也 / 編曲 - 渡辺博也 / 歌 - 鶴岡弥生
※関東地区放送版のエンディングテーマには、「インスト版」（キーボード等でのメロディ演奏のみで、歌唱なし）が使用された。
※この楽曲のみ「パイロット版」(後述)に先行使用された。
「屋根の上のララバイ」（B面）
作曲・編曲 - 井上忠也 / 演奏 - ザ・ニャニャモンハン
※以上の楽曲も、いずれもクラウンミュージック（クラウンレコード）から商品化された。

## 各話リスト
| 話数 | 話数 | サブタイトル         | 演出       | 作画監督 | 放送日   |
| ---- | ---- | -------------------- | ---------- | -------- | -------- |
| 1    | 1    | あの空の虹をつかめ!  | 四辻たかお | 昆進之介 | 4月6日   |
| 1    | 2    | 運命の朝             | 四辻たかお | 昆進之介 | 4月13日  |
| 2    | 3    | 栄光のかげに         | 吉田浩     | 昆進之介 | 4月20日  |
| 2    | 4    | ひとりぽっちの涙     | 岡迫和之   | 村田四郎 | 4月27日  |
| 3    | 5    | めぐり会う日まで     | 立場良     | 江沢聖二 | 5月4日   |
| 3    | 6    | 絶望の初舞台         | 四辻たかお | 村田四郎 | 5月11日  |
| 4    | 7    | 天国と地獄           | 岡迫和之   | 昆進之介 | 5月18日  |
| 4    | 8    | ひとすじの光         | 四辻たかお | 昆進之介 | 5月25日  |
| 5    | 9    | 涙の川で会った人     | 立場良     | 江沢聖二 | 6月1日   |
| 5    | 10   | 過去にさようなら     | 四辻たかお | 昆進之介 | 6月8日   |
| 6    | 11   | しのび寄る悪魔       | 四辻たかお | 昆進之介 | 6月15日  |
| 6    | 12   | 運命の花は雨に散る   | 吉田浩     | 村田四郎 | 6月22日  |
| 7    | 13   | 死なないで!スー      | 四辻たかお | 昆進之介 | 6月29日  |
| 7    | 14   | ああ、デビュー曲     | 寺田けんじ | 昆進之介 | 7月6日   |
| 8    | 15   | 虹にさす影           | 四辻たかお | 昆進之介 | 7月13日  |
| 8    | 16   | 心はスター花         | 吉田浩     | 昆進之介 | 7月20日  |
| 9    | 17   | 闇にまわる歯車       | 岡迫和之   | 昆進之介 | 7月27日  |
| 9    | 18   | 喜びの涙を流す日まで | 立場良     | 江沢聖二 | 8月3日   |
| 10   | 19   | 燃えるライバル       | 四辻たかお | 昆進之介 | 8月10日  |
| 10   | 20   | レコーディング       | 吉田浩     | 村田四郎 | 8月17日  |
| 11   | 21   | 花束の挑戦           | 四辻たかお | 昆進之介 | 8月24日  |
| 11   | 22   | 決意に燃えて         | 吉田浩     | 村田四郎 | 8月31日  |
| 12   | 23   | 母に捧げる歌         | 四辻たかお | 昆進之介 | 9月7日   |
| 12   | 24   | 怒れる獅子の前に     | 立場良     | 江沢聖二 | 9月14日  |
| 13   | 25   | あこがれのひと       | 四辻たかお | 昆進之介 | 9月21日  |
| 13   | 26   | 私を信じて!!         | 吉田浩     | 昆進之介 | 9月28日  |
| 14   | 27   | 泥沼のスキャンダル   | 岡迫和之   | 昆進之介 | 10月5日  |
| 14   | 28   | 涙の再開             | 四辻たかお | 昆進之介 | 10月12日 |
| 15   | 29   | 死神の呼び声         | 四辻たかお | 昆進之介 | 10月19日 |
| 15   | 30   | 第二の父             | 立場良     | 江沢聖二 | 10月26日 |
| 16   | 31   | 帰らぬ国へ           | 岡迫和之   | 昆進之介 | 11月2日  |
| 16   | 32   | 歌を忘れた涙鳥       | 四辻たかお | 昆進之介 | 11月9日  |
| 17   | 33   | はるかなる父の希い   | 四辻たかお | 昆進之介 | 11月16日 |
| 17   | 34   | 甦える歌声           | 布上善夫   | 昆進之介 | 11月23日 |
| 18   | 35   | 閉ざされた道         | 吉田浩     | 昆進之介 | 11月30日 |
| 18   | 36   | 姉妹流し歌           | 四辻たかお | 昆進之介 | 12月7日  |
| 19   | 37   | 涙の明暗             | 立場良     | 昆進之介 | 12月14日 |
| 19   | 38   | その名はスーキャット | 吉田浩     | 昆進之介 | 12月21日 |
| 20   | 39   | 心よとどけ父の胸に   | 四辻たかお | 昆進之介 | 12月28日 |
| 20   | 40   | 歌声よ永久に         | 四辻たかお | 昆進之介 | 12月29日 |

※上記の話数は関東地方での放映時のもので1回1話15分で全40話。関西地方では2話連続30分形式での放映、全20回。

## 放送局
- 東京12チャンネル
- テレビ岩手（30分枠で放送）：日曜 7:45 - 8:15[6]
- 山形テレビ：月曜 - 土曜 6:00 - 6:15[7]
- ミヤギテレビ（30分枠で放送）：土曜 8:00 - 8:30[8]
- テレビ新潟（1982年に放送）：月曜 - 金曜 6:00 - 6:15[9]
- 中京テレビ
- よみうりテレビ

## 映像商品化・再放送
2001年に単巻形式のDVDソフトが、「アニメの王国」（(株)ニューシネマジャパン）レーベルより発売された。これが、『スーキャット』の初ビデオ化(DVD化)である。内容は以下の通り。
- スーキャット01「あの空の虹をつかめ!」「運命の朝」「栄光の影に」「ひとりぽっちの涙」（第1話～第4話を収録/エンディングは「スーキャットソングPart.2」のインスト版を収録）
- スーキャット02「めぐり会う日まで」「絶望の初舞台」「天国と地獄」「ひとすじの光」（第5話～第8話を収録/エンディングは「スーキャットソングPart.2」のインスト版を収録）

※上記のDVDソフトは、2014年現在で既に廃盤となっている。
2008年に全40話を収録したDVD-BOXが、ライン・コミュニケーションズから発売された。全40話を収録した映像ソフトの発売は、今回が初めてである。
2009年9月、AT-Xで初めて再放送された。この際に使用されたOPは『夢見るスーキャット』で、本放送当時のものと同一であったが、EDは『青い風の日』のみ使われた（近年のAT-Xでは、以前と違いフィルムで素材納入を行わなくなりVTRでの素材納入に切り替えた為、マスター原盤がDVDと同一の素材になっている）。
2013年9月11日、第8話と第24話と第40話がテレビ朝日系バラエティ番組『マツコ&有吉の怒り新党』で紹介された。
2021年6月30日にベストフィールドから発売された『チャージマン研!』のBlu-ray付属の特典DVDに本作のパイロット版が収録されている。

## パイロット版
- 1979年秋頃に製作、約8分、カラー16ミリフィルム1巻、光学音声モノラル。株式会社ナック 製作。制作担当プロデューサーは西野清一、西條克麿。製作後、関係者のみの公開からおよそ42年後に初めてソフト化(『チャージマン研!』Blu-ray付属特典DVDに収録)された。主な内容は、メインタイトル「SUE CAT」とスーが自宅でピアノレッスンを基に「スーキャットソング Part.2」などを歌唱する物。パイロット版本編内の歌唱は沢田和子。後にテレビシリーズ本編に登場するキャラクターも1カットずつであるがパイロット版の本編に登場する。このパイロット版のスーキャットは後のテレビシリーズよりも若干大人びた印象のあるキャラクターで描かれている。

- 声の出演：

スー(沢田和子)
電気屋(龍田直樹)